# Separation (musikgrupp)
Separation var ett svenskt hardcoreband, bildat 1994.
Gruppens skivmedverkan skedde med låten "When the Day Comes" på samlingsalbumet Straight Edge as Fuck II (1995). På denna inspelning var sättningen Lars Strömberg (gitarr), José Saxlund (sång), Axel Stattin (bas) och Jonas Lyxzén (trummor). Året efter utgavs debut-EP:n 5th Song. Inför denna hade Saxlund lämnat bandet och Strömberg tagit över som sångare. Saxlund medverkade dock med sång på en låt.
1997 utkom bandets debutalbum, det självbetitlade Separation. Samma år utkom även Separation/Serene, en split-EP med Serene. Separation medverkade också på samlingsskivorna Straight Edge as Fuck III (med låten "Is It Over?") och Definitivt 50 spänn 6 (med låten "This World Is Ours"). Dessa följdes av gruppens andra studioalbum Separation/Phyte 10" (1998), samt split-EP:n Separation/The (International) Noise Conspiracy 1999. Gruppen var inaktiv fram till sin sista spelning på Umeå Open 2007, efter detta såg sig bandet som nedlagt.

## Diskografi

### Album
- 1997 – Separation
- 1998 – Separation/Phyte 10"

### EP
- 1996 – 5th Song
- 1997 – Separation/Serene
- 1999 – Separation/The (International) Noise Conspiracy

### Fotnoter
1. 1 2 3  ”Separation”. Discogs.com. http://www.discogs.com/artist/Separation+%282%29#t=Releases_All&q=&p=1. Läst 11 maj 2012.
2. ↑  ”Separation”. Svensk mediedatabas. http://smdb.kb.se/catalog/search?q=separation+typ%3Afonogram&sort=OLDEST. Läst 11 maj 2012.